# Bilaguli, Belur
Bilaguli là một làng thuộc tehsil Belur, huyện Hassan, bang Karnataka, Ấn Độ.